# 莫凡 (主持人)
莫凡，曾担任南方电视台、本港台、广州电视台节目主持人，资深媒体工作者。其作品风格大胆、个性、新颖。后以创意为立足点成立广州市其实广告传播有限公司并担任其董事总经理。2012年1月19日于广东电台音乐之聲以“实习生”身份主持《音乐夜未眠》（0:00-2:00逢周五）。

## 曾主持节目
1. 南方卫视《城事特搜》《IN一派》《流行前线》[2]
2. 本港台《动感地带》[3]
3. 广州电视台《爱的邮差》[4]
4. TVS2《情感调查》

## 延伸阅读
莫凡再发现 & “爱”的新“睇”验——看广州台《爱的邮差》有感 （页面存档备份，存于）
《晚安广州》-莫凡专访. 广州电视新闻频道. 2012-01-30.
莫凡的微博